# Anne Van Lancker
Anne Edward Marie Van Lancker (ur. 4 marca 1954 w Temse) – belgijska i flamandzka polityk, w latach 1994–2009 posłanka do Parlamentu Europejskiego.

## Życiorys
W 1978 uzyskała licencjat z socjologii na Uniwersytecie Katolickim w Leuven, w 1987 ukończyła studia z prawa socjalnego na Vrije Universiteit Brussel. Była wykładowcą akademickim z zakresu socjologii pracy na pierwszej z tych uczelni, pracownikiem partii flamandzkich socjalistów w Parlamencie Federalnym Belgii. Od 1989 do 1994 pełniła funkcję dyrektora gabinetu flamandzkich ministrów ds. społecznych i zatrudnienia.
W 1994 została wybrana do Parlamentu Europejskiego z ramienia flamandzkiej Partii Socjalistycznej (sp.a). W 1999 i 2004 odnawiała mandat. W PE zasiadała w grupie socjalistycznej. Była m.in. wiceprzewodniczącą Komisji ds. Praw Kobiet (1994–1997) oraz Komisji ds. Kobiet i Wyrównywania Szans (1999–2002). W 2009 bez powodzenia kandydowała w wyborach europejskich, a także w wyborach regionalnych.